# Conospermum toddii
Conospermum toddii (лат.) — кустарник, вид рода Коноспермум (Conospermum) семейства Протейные (Proteaceae), эндемик Западной Австралии. Цветёт в июле-октябре бело-жёлтыми цветками.

## Ботаническое описание
Conospermum toddii — раскидистый кустарник до 2 м высотой. Листья нитевидные, 12-25 см длиной, 0,75-1 мм шириной, сигмовидные, гладкие, с 2 утолщёнными боковыми жилками. Соцветие — умеренно разветвлённая метёлка в верхних пазухах, короче листьев; цветонос 1-4 см длиной. Околоцветник белый, с редкими волосками; трубка длиной 3-4 мм; верхняя губа треугольная, 1-2 мм длиной, 1,5-1,75 мм шириной, острая с загнутой вершиной; нижняя губа объединена на 0,4-0,5 мм. Плод — орех 2 мм длиной, 1,5 мм шириной с белыми волосками; верхушка коричневая, опушённая; центральный пучок c. 1,5 мм длиной, золотистого цвета.

## Таксономия
Впервые этот вид был описан в 1876 году немецким ботаником Фердинандом Мюллером по образцу, собранному у источников королевы Виктории в Западной Австралии.

## Распространение и местообитание
Conospermum toddii — редкий вид, эндемик Западной Австралии. Встречается на песчаных дюнах в округе Голдфилдс-Эсперанс к востоку от Калгурли в Западной Австралии, где растёт на песчаных почвах.